# Хаммад ібн Булуггін
Хаммад ібн Булуггін (араб. حماد بن بلكين; д/н — 1028) — 1-й султан держави Хаммадідів у 1014—1028 роках.

## Життєпис
Походив з роду Зірідів. Син Булуггіна ібн Зірі, еміра в Іфрикії та Магрибі. Здобув освіту в Кайруані, виявивши хист до правознавства.
Після сходження на трон його брата аль-Мансура не отримав намісництва на відміну від інших родичів. 989 року призначається намісником Аширу. Поступово здобув підтримку місцевих племен.
996 року допоміг небожеві Бадісу придушити повстання родичів Заві і Мкаксана, за що призначається намісником Алжиру. У 999—1001 року придушив нове повстання Заві і Максана, які спиралися на Зірі ібн Атійя, шейха берберів-маграва. Фактично з цього часу Хаммад стає правителем центрального Магрибу.

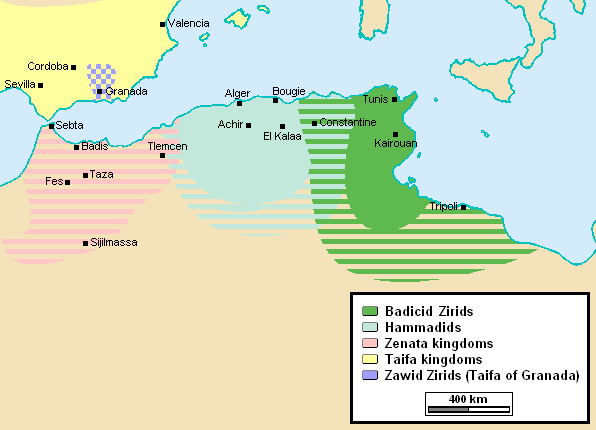
Володінн Хаммада (позначено блакитним кольором)

1007 року заснував власну резиденцію Бені-Хаммад. З 1008 року лише номінально підкорявся Бадісу. 1014 року перейшов у суннізм й визнав зверхність Аббасидського халіфату, що було відкритим оголошенням своєї незалежності від Фатімідів, відповідно й Зірідів. З останніми вступив у відкрити конфлікт, відмовившись віддати область навколо Константіни. Хаммада підтримав його брат Ібрагім.
1015 року проти нього виступив емір Бадіс, який у битві на річці Шеліф завдав поразки Хаммаду. Той відступив до Бені-Хаммада, де витримав 6-місячну облогу. Війна тривала до 1018 року, коли вже за нового еміра Зірідів — Аль-Муїзза було визнано незалежність Хаммада. Угоду закріплено шлюбом між сестрою Аль-Муїзза та сином Хаммада — Абдаллахом.
В подальшому Хаммад зміцнював свою владу в Магрибі, уклавши мирні угоди з Феським і Сіджильмаським еміратами. Помер 1028 року. Трон успадкував син Каїд.